# Bob Marley
Bob Marley, celým jménem Robert Nesta Marley (6. února 1945, Saint Ann Parish, Jamajka – 11. května 1981, Miami, Florida, USA), byl jamajský zpěvák, skladatel a kytarista, který se stal mezinárodní hudební a kulturní ikonou, který ve svých skladbách mísil převážně reggae, ska a rocksteady. Začal v roce 1963 se skupinou The Wailers. Posléze vytvořil výrazný autorský a vokální styl, který později rezonoval s diváky po celém světě. Wailers vydali některé ze svých prvních reggae nahrávek s producentem Lee "Scratch" Perrym.
Poté, co se Wailers v roce 1974 rozpadli, se Marley vydal na sólovou kariéru, přestěhoval se do Anglie a zažil vrchol vydáním alba Exodus v roce 1977, čímž získal celosvětovou reputaci a zvýšil svůj status jako jeden z nejprodávanějších umělců všech dob, s prodejem více než 75 milionů nahrávek. Album Exodus zůstalo v britských žebříčcích po dobu 56 po sobě jdoucích týdnů. Obsahovalo čtyři britské hitové singly: "Exodus", "Waiting in Vain", "Jamming" a "One Love". V roce 1978 vydal album Kaya, které obsahovalo singly "Is This Love" a "Satisfy My Soul". Deska největších hitů, Legend, vyšla roku 1984, tři roky po jeho smrti. Poté se stala nejlépe prodávaným reggae albem všech dob.
V roce 1977 byla umělci na noze diagnostikována rakovina, které podlehl 11. května 1981 v Miami ve věku 36 let. Byl oddaným rastafariánem se smyslem pro duchovnost, což inspirovalo jeho hudbu. Je mu připisována popularizace reggae hudby po celém světě a také slouží jako symbol jamajské kultury a identity. Časopis Rolling Stone ho v roce 2004 zařadil na 11. místo v seznamu nejlepších hudebních umělců všech dob.

## Život
Bob Marley se narodil 6. února 1945 na farmě dědečka z matčiny strany v Nine Mile v Saint Ann Parish na Jamajce Norvalu Sinclairu Marleyemu (1885–1955) a Cedelle Booker (1926–2008). Norval Marley byl bílý Jamajčan původně ze Sussexu v Anglii, jehož rodina prohlašovala syrský židovský původ. Norval měl sloužit jako kapitán námořní složky Royal Marines; v době svého manželství s Cedellou Booker - tehdy 18letou Afrojamajčankou, byl zaměstnán jako dozorce na plantáži. Plné jméno Boba Marleyho je Robert Nesta Marley, ačkoli některé zdroje dokládají jeho rodné jméno jako Nesta Robert Marley s vysvětlením, že když byl Marley ještě chlapec, tak jamajský pasový úředník prohodil jeho první a střední jméno, protože Nesta znělo jako dívčí jméno. Norval poskytoval manželce a dítěti finanční podporu, ale zřídkakdy je viděl, protože byl často pryč. Bob Marley navštěvoval Stepney Primary a Junior High School, která slouží pro zátoku Saint Ann. V roce 1955, kdy bylo Bobu Marleymu 10 let, zemřel na infarkt ve věku 70 let jeho otec. Marleyho matka se pak vdala za Edwarda Bookera, amerického státního úředníka, a tak měl Bob Marley od té doby dva americké bratry - Richarda a Anthonyho.
Marley a Neville Livingston (později známý jako Bunny Wailer) byli v Nine Mile kamarádi už od dětství. Začali společně vystupovat na Stepney Primary a Junior High School. Marley se svou matkou domov v Nine Mile opustil když mu bylo 12 let a přestěhoval se do Trenchtown v Kingstonu. Cedella Booker a Thadeus Livingston (otec Bunny Wailera) měli společně dceru, která se jmenovala Claudette Pearlová a byla mladší sestrou jak Boba, tak Bunnyho. Nyní, když Marleyovi a Livingstonovi žili společně ve stejném domě v Trenchtownu, se jejich hudební zájmy prohlubovaly a poslouchali nejnovější R&B z amerických rozhlasových stanic, jejichž vysílání na Jamajku dosáhlo a nové hudby - ska. Přesun do Trenchtownu se ukázal jako osudový a Marley se brzy ocitl ve vokální skupině s Bunny Wailerem, Peterem Toshem, Beverley Kelsoem a Junior Braithwaitem. Joe Higgs, který byl součástí úspěšného vokálního aktu Higgs a Wilson, sídlil na 3. St. a jeho zpěvák Roy Wilson byl vychován babičkou Juniora Braithwaita. Higgs a Wilson zkoušeli v zadní části domu mezi 2. a 3. ulicí a nedlouho předtím, než se Marley (nyní bydlící ve 2. ulici), Junior Braithwaite a ostatní shromáždili kolem tohoto úspěšného dua. Marley ani ostatní tou dobou nehráli na žádné nástroje a měli větší zájem být vokální součástí souboru. Higgs byl rád, že jim pomohl rozvíjet jejich vokály, ačkoli důležitější je, že začal Marleyho učit hrát na kytaru - a tak vytvořil základ, který později Marleymu umožnil složit některé z největších reggae hitů v historii žánru.

### 1962-72: Rané období
V únoru 1962 nahrál Marley čtyři skladby, "Judge Not", "One Cup of Coffee", "Do You Still Love Me?" a "Terror", ve Federal Studios pro místního producenta Leslie Konga. Tři ze skladeb byly vydány na Beverley's s "One Cup of Coffee" pod pseudonymem Bobby Martell..
Roku 1963 se Bob Marley, Bunny Wailer, Peter Tosh, Junior Braithwaite, Beverley Kelso, a Cherry Smith nazývali The Teenagers. Později název změnili na Wailing Rudeboys, poté na Wailing Wailers - v ten moment je objevil producent Coxsone Dodd a konečně pak na Wailers. Jejich singl "Simmer Down" pro Coxsonovův label se stal v únoru 1964 jamajským #1 nejprodávanějším singlem s odhadem 70 000 prodaných kopií. The Wailers nyní začali pravidelně nahrávat pro Studio One a pracovali se zajetými jamajskými hudebníky jako Ernest Ranglin (aranžér "It Hurts To Be Alone"), klávesista Jackie Mittoo a saxofonista Roland Alphonso. Okolo roku 1966 the Wailers opustili Braithwaite, Kelso a Smith, čímž zůstalo jádro - trio Bob Marley, Bunny Wailer a Peter Tosh.
V roce 1966 se Marley se oženil s Ritou Andersonovou a společně nakrátko odjeli do USA poblíž bydliště jeho matky do Wilmingtonu v Delaware. Zde pracoval jako asistent v laboratoři pro DuPont a na montážní lince pro Chrysler pod jménem Donald Marley.
Ačkoli Marley vyrůstal jako katolík, tak se v šedesátých letech, kdy byl mimo vliv své matky, začal zajímat o rastafariánství. Po návratu na Jamajku formálně na rastafariánství konvertoval nechal si narůst dready.
Po finančním nesouladu s Doddem se Marley a jeho skupina spojila s Lee "Scratch" Perrym a jeho studiovou kapelou The Upsetters. Přestože spolupráce trvala méně než rok, nahráli to, co mnozí považují za nejlepší práci Wailers. Marley a Perry se rozešli po sporu ohledně přiřazení nahrávacích práv, ale zůstali přáteli a za čas opět spolupracovali.
Rok 1969 přinesl další změnu v jamajské populární hudbě, ve které byl rytmus ještě více zpomalen. Nový beat měl pomalý, ustálený a tikající rytmus, který bylo možné poprvé slyšet v písni "Do The Reggay" od The Maytals. Marley se ještě více přiblížil k producentovi Leslie Kongovi, který byl považován za jednoho z hlavních tvůrců reggae. K nahrávkám Kong spojil Wailers s jeho studiovými hudebníky nazvanými Beverley's All-Stars, mezi které patřili basisté Lloyd Parks a Jackie Jackson, bubeník Paul Douglas (Paul Douglas) hráči na klávesy Gladstone Anderson a Winston Wright a kytaristé Rad Bryan, Lynn Taitt a Hux Brown. Jak píše David Moskowitz: "Skladby nahrané v tomto složení ilustrovaly nejranější úsilí Wailers v novém stylu reggae. Zmizely trubky a saxofony dřívějších písní ve stylu ska a nyní se zde hrály instrumentální breaky na elektrickou kytaru. Nahrané skladby byly později vydány na desce The Best of The Wailers, včetně písní "Soul Shakedown Party," "Stop That Train," "Caution," "Go Tell It on the Mountain," "Soon Come," "Can’t You See," "Soul Captives," "Cheer Up," "Back Out," a "Do It Twice".
Mezi roky 1968 a 1972 Bob a Rita Marley, Peter Tosh a Bunny Wailer přestříhali některé starší skladby pod JAD Records v Kingstonu a Londýně ve snaze zkomerčnit zvuk Wailers. Bunny později tvrdil, že tyto skladby "nikdy neměly být vydány na album...byly to jen ukázky nahrávek pro nahrávací společnosti". V roce 1968 Bob a Rita navštívili skladatele Jimmyho Normana v jeho bytě v Bronxu. Norman napsal nějaké texty pro "Time Is on My Side" od Kai Windinga (kryté Rolling Stones) a také psal pro Johnnyho Nashe a Jimi Hendrixe. Třídenní jam session s Normanem a dalšími, včetně Normanova spoluautora Ala Pyfroma, přineslo 24-minutou stopu s Marleyho a Norman-Pyfromovými kompozicemi. Tato stopa je podle Reggae archiváře Rogera Steffense vzácná v tom, že byla ovlivněná spíše popem než reggae v rámci snahy dostat Marleyho do amerických žebříčků. Podle článku v "The New York Times" Marley na stopě experimentoval s různými zvuky, přijal styl "doo-wop" v písni "Stay With Me" a "pomalý love song ve stylu umělců let šedesátých" ve skladbě "Splish for My Splash". Umělec, který se ještě rodil mimo svou rodnou Jamajku - Marley - žil v roce 1972 v Ridgmount Gardens v Bloomsbury.

### 1972–74: Přechod k Island Records
Rok 1974 se stal rokem, kdy z kapely odešel Peter Tosh i Bunny Livingstone a Marley byl donucen postavit nové Wailers (nyní přejmenované na Bob Marley & Wailers) včetně ženského pěveckého tria s Ritou v čele. Díky úspěchu s albem Natty dread se z něj stala hvězda celosvětového formátu.

### Smrt
Když se v roce 1978 zranil při fotbalu, lékaři u něj zjistili zhoubné rakovinné bujení (patrně po otci zdědil predispozice k rakovině kůže, která je jinak u lidí černé pleti velice výjimečná). Byla mu nabídnuta operace, kterou odmítl, protože rastafariánská víra neuznávala „zásahy do lidského těla“. Bez ohledu na horšící se zdravotní stav stále koncertoval. V New Yorku vyprodal obrovskou Madison Square Garden. Na oslavu koncertního tažení vydal dvojalbum Babylon by bus, jež je některými recenzemi označováno za jednu z nejlepších živých reggae nahrávek.
Poslední vystoupení se odehrálo 23. září 1980 v Pittsburghu v rámci Uprising tour. Poslední píseň dozpíval s vypětím sil. Když se konečně rozhodl s nemocí bojovat a podstoupil radikální chemoterapii, při níž přišel o osm let nestříhané dredy, bylo už příliš pozdě. Při kondičním běhu v newyorském Central Parku v roce 1980 zkolaboval. Rakovina se rozšířila do jeho mozku, jater i plic.
Zemřel 11. května roku 1981 v nemocnici v Miami na Floridě, jeho poslední slova patřila jeho synovi Ziggymu "Za peníze život nekoupíš". 
Dne 22. května po slavnostních obřadech v Kingstonu jsou jeho ostatky převezeny do rodného městečka, kde jsou do dnešních dnů uloženy v kopci Nine Miles. Byl pochován spolu se svou kytarou Gibson Les Paul, fotbalovým míčem, marihuanovým pukem, prstenem, který mu dal etiopský princ Asfa Wossen, a biblí.

## Potomci

### Děti
Se svou manželkou Ritou, kterou si vzal v roce 1966, měl 3 společné děti a 2 adoptované.
- Sharon Marley (* 23. listopadu 1964), je dcera Rity z předchozího vztahu. Ten ji adoptoval a přijal za vlastní dítě.
- Cedella Marley (* 23. srpna 1967) je první Bobova dcera a nejstarší biologické dítě.
- David Nesta "Ziggy" Marley (* 17. října 1968) je Bobův první a nejstarší biologický syn.
- Stephen Marley (* 20. dubna 1972)
- Stephanie Marley (* 1974) je dcera Rity. Měla mimomanželský poměr s mužem jménem Ital. Bob Stephanie adoptoval a přijal za vlastní.

Bob měl dalších 6 dětí s jinými ženami.
- Rohan Marley (* 19. května 1972), matkou je Janet Hunt.
- Karen Marley (* 1973), matkou je Janet Bowe, jinak zvaná Janet z Anglie.
- Julian Marley (* 4. června 1975), matkou je Lucy Pounder.
- Ky-Mani Marley (* 26. února 1976), matkou je Anita Belnavis.
- Damian Marley (* 21. července 1978), matkou je Miss World roku 1976 Cindy Breakspeare, která je i nejznámější milenkou Boba Marleyho. Zároveň je to i poslední a nejmladší syn Marleyho.
- Makeda Jahnesta Marley (* 30. května 1981), matkou je Yvette Crichton. Narodila se 19 dní po smrti Boba Marleyho a je to jeho nejmladší dcera.

## Vyznamenání
- Řád za zásluhy – Jamajka, 1981[46]

## Diskografie

Bob Marley na Hollywoodském Chodníku slávy

### Jako "The Wailers"
- The Wailing Wailers (1965)
- Soul Rebels (1970)
- Soul Revolution (1971)
- The Best of The Wailers (1971)

#### Studiová alba
| Rok  | Album                                                                | Nejvyšší umístění v hitparádě | Nejvyšší umístění v hitparádě | Ocenění   |
| Rok  | Album                                                                | US 200                        | US R&B                        | Ocenění   |
| ---- | -------------------------------------------------------------------- | ----------------------------- | ----------------------------- | --------- |
| 1973 | Catch a Fire - Vydáno: 13. dubna 1973 - Vydavatel: Tuff Gong, Island | 171                           | 51                            | US: /     |
| 1973 | Burnin - Vydáno: 19. října 1973 - Vydavatel: Tuff Gong, Island       | 151                           | 41                            | US: zlaté |

### Jako "Bob Marley & The Wailers"
| Rok  | Album                                                                      | Nejvyšší umístění v hitparádě | Nejvyšší umístění v hitparádě | Ocenění                     |
| Rok  | Album                                                                      | US 200                        | US R&B                        | Ocenění                     |
| ---- | -------------------------------------------------------------------------- | ----------------------------- | ----------------------------- | --------------------------- |
| 1974 | Natty Dread - Vydáno: 25. října 1974 - Vydavatel: Tuff Gong, Island        | 92                            | 44                            | US: /                       |
| 1976 | Rastaman Vibration - Vydáno: 30. dubna 1976 - Vydavatel: Tuff Gong, Island | 8                             | 11                            | US: zlaté                   |
| 1977 | Exodus - Vydáno: 3. června 1977 - Vydavatel: Tuff Gong, Island             | 20                            | 15                            | US: zlaté CAN: 8x platinové |
| 1978 | Kaya - Vydáno: 23. března 1978 - Vydavatel: Tuff Gong, Island              | 50                            | 50                            | US: /                       |
| 1979 | Survival - Vydáno: 2. října 1979 - Vydavatel: Tuff Gong, Island            | 70                            | 32                            | US: / CAN: 2x platinové     |
| 1980 | Uprising - Vydáno: 10. června 1980 - Vydavatel: Tuff Gong, Island          | 45                            | 41                            | US: /                       |
| 1983 | Confrontation - Vydáno: 23. května 1983 - Vydavatel: Tuff Gong, Island     | 55                            | 31                            | US: 2x platinové            |

### Živá alba
- 1975 – Live!
- 1978 – Babylon by Bus
- 1991 – Talkin' Blues (1973)
- 2003 – Live at the Roxy (1976)
- 2007 – Live: 1973–1975

### Úspěšné kompilace
| Rok  | Album                                                                                           | Nejvyšší umístění v hitparádě | Nejvyšší umístění v hitparádě | Nejvyšší umístění v hitparádě | Ocenění                                           |
| Rok  | Album                                                                                           | US 200                        | US R&B                        | US Reggae                     | Ocenění                                           |
| ---- | ----------------------------------------------------------------------------------------------- | ----------------------------- | ----------------------------- | ----------------------------- | ------------------------------------------------- |
| 1984 | Legend - Vydáno: 8. května 1984 - Vydavatel: Tuff Gong, Island                                  | 54                            | 34                            | -                             | US: diamantové UK: 6x platinové CAN: 2x platinové |
| 1992 | Songs of Freedom - Vydáno: 6. října 1992 - Vydavatel: Tuff Gong, Island                         | 86                            | 24                            | 1                             | US: 2x platinové UK: stříbrné CAN: platinové      |
| 1995 | Natural Mystic: The Legend Lives On - Vydáno: 23. května 1995 - Vydavatel: Tuff Gong, Island    | 67                            | -                             | 1                             | US: zlaté                                         |
| 2001 | One Love: The Very Best of - Vydáno: 22. května 2001 - Vydavatel: Tuff Gong, Island             | -                             | 45                            | 1                             | US: / CAN: platinové                              |
| 2005 | Africa Unite: The Singles Collection - Vydáno: 8. listopadu 2005 - Vydavatel: Tuff Gong, Island | 101                           | 49                            | 3                             | US: /                                             |

### Úspěšná remixová alba
- 1981 – Chances Are
- 1999 – Chant Down Babylon
- 2007 – Roots, Rock, Remixed